# Nate McBride
Nate McBride (Spruce Pine (North Carolina), 5 mei 1971) is een Amerikaanse jazzbassist.

## Biografie
McBride groeide op in Seattle en studeerde vanaf 1990 in Boston. Hij volgde lessen bij Cecil McBee en Donald Palma en trad op met jazzbands in de regio. Hij werkte in verschillende formaties o.a. met drummer Curt Newton, gitarist Joe Morris, pianist Pandelis Karayorgis en saxofonist Ken Vandermark.
McBride regisseert en organiseert sinds het begin van de jaren 2000 de concertserie Modern Improvised Music in Boston. Hij leidt zijn eigen kwartet en is lid van het Pandelis Karayorgis Trio, de groep mi3, Tripleplay, Spaceways Incorporated, FME en Bridge 61 met o.a. Mat Maneri, Joe McPhee, Paal Nilssen-Love, Jim Hobbs, Charlie Kohlhase, Allan Chase, Satoko Fujii, James Rohr en Hamid Drake.

## Discografie
- Karayorgis /McBride /Newton: Betwixt
- mi3: Free Advice
- Pandelis Karayorgis Trio: Carameluia
- Guillermo Gregorio/Karayorgis/McBride: Chicago Approach
- mi3: We Will Make A Home For You
- Vandermark: Spaceways Incorporated
- Vandermark: Tripleplay
- Joe Morris Trio: Antennae
- Karayorgis/McBride: Let It
- Joe Morris Quartet: You Be Me
- Joe Morris Trio: Symbolic Gesture
- Joe Morris/Jim Hobbs/Steve Norton: Racket Club
- Barrage Double Trio und Ken Vandermark: Utility Hitter
- Cornelius Claudio Kreusch Trio und Marvin Smitty Smith: The Vision
- James Rohr: Riot Trio
- Karayorgis Quartet: Lines
- Pandelis Karayorgis Trio: Blood Ballad
- Vandermark/Karayorgis/McBride: No Such Thing
- Pandelis Karayorgis Trio: Heart And Sack

- Bibliothèque nationale de France: cb158501267 (data)
- Gemeinsame Normdatei: 135046394
- International Standard Name Identifier: 0000 0003 7779 5502
- Library of Congress Control Number: no98044605
- MusicBrainz: 5dcca711-c47d-44c8-8ecc-a93f5360b612
- Virtual International Authority File: 58149105997368490264